# Calliopsis snellingi
Calliopsis snellingi is een vliesvleugelig insect uit de familie Andrenidae. De wetenschappelijke naam van de soort is voor het eerst geldig gepubliceerd in 1963 door Rozen.